# Колежки асесор
Коле́жки асе́сор (на руски: колле́жский асе́ссор) от 1717 до 1917 г. е граждански (цивилен) чин от VIII клас в Руското царство (по-късно Руска империя) съгласно Таблицата на ранговете от 24 януари 1722 г.
До 1884 г. чинът колежки асесор съответства на военния чин майор, а след премахването на майорският чин от армията съответствал на чина капитан. Към лицата с чин колежки асесор било прието обръщението „Ваше високоблагородие“. До 1845 г. чинът дава право на потомствено благородничество, а след това само на лично. Носителите на този чин обикновено са служили на длъжност регистратор, секретар или съветник. Като отличителни знаци служили две звезди върху двойка вензели.
Указ от 1745 г. добавя за лица, не явяващи се благородници, изискването за 12-годишен послужбен стаж за да бъдат повишени в чин IX клас. През 1809 г. получаването на чина било обусловено от наличието на висше образование или полагането на специален изпит. През 1834 г. срокът на службата е увеличен, а през 1856 г. са отменени преимуществата за по-нататъшно чинопроизводство в зависимост от образованието. Съхранено било правилото за приемане на длъжност възпитаници на учебните заведения, подготвящи необходимите специалисти.
Названието на чина произхожда от длъжността асесор (заседател) в колегиите от ерата на Петър I; освен в колегиите, асесори имало и в Сената, Синода, придворните съдилища и губернските съдилища, а също така и губернската управа.
По време на Кавказката война за привличане на чиновници на служба в държавните учреждения на Кавказкото наместничество била въведена практика за производство в колежки асесори по опростена процедура – без изпити за чин и със съкратни прослужени години. Получавайки по този начин чин и потомствено благородничество младите чиновници шеговито били наричани в обществото „кавказки асесори“.
Заплатата на един колежки асесор според „Кодекса на уставите за гражданска служба“ от 1842 г. е 135 сребърни рубли годишно. Към 1847 г. броят на колежките асесори в Руската империя е 4671 души.
| Таблица на ранговете          |                |                              |
| Младши чин Титулярен съветник | Колежки асесор | Старши чин Надворен съветник |